# ارلنباخ (انز)
ارلنباخ (به آلمانی: Erlenbach) یک آب‌گذر در آلمان است که در نویلینگن واقع شده‌است.